# Marselino Ferdinan
Marselino Ferdinan Philipus (ur. 9 września 2004 w Dżakarcie) – indonezyjski piłkarz, grający na pozycji ofensywnego pomocnika w angielskim klubie Oxford United oraz reprezentacji Indonezji.

## Kariera
Jest wychowankiem klubu Persebaya Surabaya. Grając w Indonesia Super League kilkukrotnie zdobywał tytuł najlepszego młodego piłkarza miesiąca, a w sezonie 2021/22 tytuł młodego piłkarza roku. W 2023 wyjechał do Belgii i rozpoczął karierę w klubie KMSK Deinze. 
Występował w młodzieżowych reprezentacjach Indonezji: U-16, U-20 i U-23. W dorosłej drużynie zadebiutował  27 stycznia 2022 przeciwko Timorowi Wschodniemu. Pierwszą bramkę zdobył 14 czerwca 2022 w meczu z Nepalem. Został powołany na Puchar Azji 2023.